# Močioci (Republika Serbska)
Močioci (cyr. Мочиоци) – wieś w Bośni i Hercegowinie, w Republice Serbskiej, w gminie Šipovo. W 2013 roku liczyła 13 mieszkańców.